# Ming-Na Wen
Ming-Na Wen (kinesiska: 溫明娜; pinyin: Wēn Míngnà), född 20 november 1963 på Coloane i dåvarande Portugisiska Macao, är en macaoesisk-amerikansk skådespelare, ibland verksam enbart under namnet Ming-Na. Wen är bland annat känd för att ha gjort originalrösten till titelfiguren i Disneyklassikern Mulan från 1998. Insatsen belönades med en Annie Award och en Disney Legend Award. Ming-Na är också känd från serien Marvel's Agents of S.H.I.E.L.D.

## Filmografi (i urval)
- 1993 – Rain Without Thunder – "Uudie" prisoner
- 1993 – The Joy Luck Club – Jing-Mei "June" Woo
- 1994 – Terminal Voyage – Han
- 1994 – Hong Kong 97 – Katie Chun
- 1994 – Street Fighter – Chun-Li Zang
- 1997 – One Night Stand – Mimi Carlyle
- 1998 – Mulan – Fa Mulan (originalröst)
- 1998 – 12 Bucks – Gorgeous
- 2001 – Final Fantasy: The Spirits Within – dr Aki Ross (röst)
- 2002 – A Ribbon of Dreams – Mei-Ling (röst)
- 2002 – Teddy Bears' Picnic – Katy Woo
- 2005 – Mulan 2 – Fa Mulan (originalröst)
- 2005 – Perfection Woman (kortfilm)
- 2005 – 2 1/2 män – Linda Harris
- 2008 – Prom Night – dr Elisha Crowe
- 2009 – Push – Emily Wu
- 2009 – Stargate Universe (TV-serie)
- 2010 – BoyBand – Judy Roberts
- 2012 – Super Cyclone – dr Jenna Sparks
- 2013 – April Rain – Hillary
- 2013 – Agents of S.H.I.E.L.D. (TV-serie)
- 2016 – The Darkness – Wendy
- 2018 – Röjar-Ralf kraschar internet (röst)
- 2018 – Marvel Rising: Secret Warriors (röst)
- 2019–2020 – The Mandalorian (TV-serie)
- 2020 – Mulan
- 2021 – Star Wars: Uslingarna (TV-serie) (röst)
- 2021 – The Book of Boba Fett (TV-serie)
- 2022 – Young Sheldon (TV-serie)